# 池田知利
池田 知利（いけだ ともとし、寛永7年（1630年） - 延宝7年1月19日（1679年3月1日））は、江戸時代初期の鳥取藩重臣。
父は池田利政。母は佐久間勝之の娘雪窓院。正室は鳥取藩家老荒尾成利の娘。養子は池田知定。通称大蔵。諱は辰政、良資、知利。
寛永7年（1630年）、父利政の知行地の伯耆国汗入郡逢坂に生まれる。嘉永16年（1639年）、利政が死去する。寛永19年（1642年）、鳥取藩主池田光仲に招かれて家臣となる。家は通称下池と呼ばれ、代々鳥取藩着座（家老）の家となった。法名は梅岳院雄岩紹英大居士。義理の甥の知定（荒尾成直の次男）が養子となり家督を継いだ。